# ProSaar Medienproduktion
Die ProSaar Medienproduktion GmbH ist ein 2008 gegründetes deutsches Filmproduktions-Unternehmen mit Sitz im saarländischen Saarbrücken. Die Geschäftsanteile halten die Bavaria Film (51 Prozent) und die Werbefunk Saar (49 Prozent), welche ein Tochterunternehmen des SR ist. Geschäftsführer ist Martin Hofmann.
Das Unternehmen produziert Folgen der Krimireihe Tatort des SR, die Serie Armans Geheimnis und Episoden der Märchenreihe Sechs auf einen Streich sowie diverse Kinder-Kurzfilme.